# Арогясвамі Паулрадж
Арогясвамі Паулрадж (англ. Arogyaswami Paulraj; нар. 14 квітня 1944, Індія) — професор Стенфордського університету, відомий як один з винахідників, що удосконалив технології MIMO для систем комунікацій.
Народився в 1944 р. в сім'ї Сінаппана Рогясвамі. В пятнадцать років вступив до індійської армії, в якій прослужив 26 років. З 1991 р. працював в Стенфордському університеті.
У 2014 р. нагороджений премією Марконі за новаторський внесок у розробку теорії та застосування адаптивних антен для MIMO-систем зв'язку.